# Kanton Saumur-Nord
Der Kanton Saumur-Nord war von 1790 bis 2015 ein französischer Wahlkreis im Arrondissement Saumur, im Département Maine-et-Loire und in der Region Pays de la Loire. Sein Hauptort war Saumur.
Im Zuge der Umorganisation im Jahr 2015 wurde der Kanton aufgelöst und seine Gemeinden überwiegend dem Kanton Longué-Jumelles zugeteilt. Nur die aufgesplitterten Teile der Stadt Saumur wurden im neu benannten Kanton Saumur zusammengefasst.
Der Kanton umfasste Wahlberechtigte aus drei Gemeinden und einem Teil der Stadt Saumur (angegeben ist hier die Gesamteinwohnerzahl):
| Gemeinde                 | Einwohner Jahr | Fläche km² | Bevölkerungsdichte | Code INSEE | Postleitzahl |
| ------------------------ | -------------- | ---------- | ------------------ | ---------- | ------------ |
| Les Rosiers-sur-Loire    | 2327 (2013)    | 26,11      | 89 Einw./km²       | 49261      | 49350        |
| Saint-Clément-des-Levées | 1157 (2013)    | 10,22      | 113 Einw./km²      | 49272      | 49350        |
| Saint-Martin-de-la-Place | 1152 (2013)    | 14,84      | 78 Einw./km²       | 49304      | 49160        |
| Saumur                   | 27.413 (2013)  | –          | – Einw./km²        | 49328      | 49400        |